# C/1979 Q1 (SOLWIND)
Pour les articles homonymes, voir Comète SOLWIND.
C/1979 Q1 (SOLWIND), aussi nommée SOLWIND-1 et connue comme la comète Howard-Koomen-Michels, est une grande comète rasant le Soleil qui est entrée en collision avec le Soleil le 30 août 1979. C'est la seule comète connue pour avoir été en contact avec la surface du Soleil, car la plupart des corps se vaporisent avant l'impact. Elle a été observée par le coronographe en lumière blanche SOLWIND sur le satellite P78-1 du programme d'essai spatial de l'US Air Force. Ce fut la première comète découverte par un instrument spatial. 